# Somatoformní porucha
Somatoformní porucha je psychická porucha, charakteristická přítomností různých tělesných příznaků bez prokázaných organických změn. Tyto příznaky jsou pro pacienta velmi nepříjemné a vedou k opakovanému vyhledávání lékaře a žádostem o lékařské vyšetření i přes opakované negativní nálezy. 
Pacienti trpící somatoformní poruchou samozřejmě mohou trpět tělesným onemocněním.
Mezi somatoformní poruchy patří:
- Somatizační porucha
- Hypochondrická porucha
- Dysmorfofobická porucha
- Somatoformní vegetativní dysfunkce
- Přetrvávající somatoformní bolestivá porucha